# Seznam projektů na podporu čtenářství
Seznam projektů na podporu čtenářství uvádí v tabulce české a mezinárodní projekty podporující čtenářství. Tabulka uvádí datum vzniku a případného konce projektu; krátce projekt charakterizuje a odkazuje na jeho webové stránky.
| Region             | Název projektu                          | Začátek projektu | Konec projektu | Charakteristika | Web                                                           |
| ------------------ | --------------------------------------- | ---------------- | -------------- | --- | ------------------------------------------------------------- |
| Česko              | Celé Česko čte dětem                    | 2006             |                | Projekt motivuje rodiče, učitele a další, aby každý den četli dětem, nabízí rodičům různé návody a seznamy vhodných knih. K podpoře akce organizuje organizace stejného jména různé podpůrné akce (např. známé osobnosti čtou dětem).                                                                                         | celeceskoctedetem.cz                                          |
| Česko, mezinárodní | Noc s Andersenem                        | 2000             |                | Akce českých knihoven, při níž děti tráví noc v knihovně a společně si čtou. Akce probíhá i v zahraničí. | nocsandersenem.cz Archivováno 28. 5. 2011 na Wayback Machine. |
| Česko              | LiStOVáNí                               |                  |                | Cyklus scénických čtení. |                                                               |
| Česko              | Děti a knihy                            |                  |                | Recenze dětských knih. |                                                               |
| Česko              | Bibliohelp                              | 2010             |                | Rozcestník informací o biblioterapii zahrnující seznam vhodné literatury či odborníků. | bibliohelp.cz                                                 |
| Česko              | Klub dětských knihoven                  |                  |                | |                                                               |
| Česko              | ČteSyRád                                |                  |                | |                                                               |
| Česko              | Den pro dětskou knihu                   |                  |                | |                                                               |
| Česko              | Rosteme s knihou                        |                  |                | Kampaň na podporu dětského čtenářství. |                                                               |
| Polsko             | Cała Polska czyta dzieciom              | 2001             |                | Podobně jako česká akce Celé Česko čte dětem motivuje rodiče, prarodiče a další, aby každý den alespoň 20 minut četli dětem. K tomu pořádá různé podpůrné akce. | calapolskaczytadzieciom.pl                                    |
| Evropská unie      | EURead                                  | 2000             |                | Belgická neziskovka zastřešující různé evropské organizace, jejichž cílem je podpora čtenářství. Celoevroposké kampaně podpory čtenářství. | euread.com                                                    |
|                    | Every Child Ready to Read               |                  |                | |                                                               |
|                    | Kids @ your library                     |                  |                | |                                                               |
|                    | IP: Family Literacy Involvement Program |                  |                | |                                                               |
|                    | Drop Everything and Read Day            |                  |                | |                                                               |
|                    | RIF: Reading is Fundamental             |                  |                | |                                                               |
|                    | Mother goose on the Loose               |                  |                | |                                                               |
| Kanada             | Ready for Reading                       |                  |                | |                                                               |
| Velká Británie     | Book Start                              |                  |                | Projekt podporovaný například Ministerstvem kultury, médií a sportu naděluje všem nově narozeným dětem knížky a zpojuje rodiny nejmenších dětí do předčítání. Pro děti se speciálníma potřebama jsou nadělovány speciální publikace.                                                                                          |                                                               |
| Německo            | Lesestart                               |                  |                | Podobný projekt jako britský Book Start v Německu, taktéž podporovaný německým Ministerstvem pro vzdělávání a výzkum naděluje nejmenším dětem balíček knih v němčině, ale i jiných cizích jazycích, pokud se jedná o rodiny z cizích rodin. Vedle toho dostávají i rodiče různé, knihy, které jim mají pomoci s rodičovstvím. |                                                               |
| Česko              | Už jsem čtenář – Knížka pro prvňáčka    |                  |                | Některé knihovny odměňují čtenáře v prvních třídách knihou. |                                                               |
| Německo            | Můj taťka mi čte                        |                  |                | Zaměstnavatelé nabízí otcům, krátké texty, které mohou číst svým nejmladším dětem. |                                                               |
| Portugalsko        | Book Time                               |                  |                | Vládní předpis pro základní školy, které musí na prvním stupni každý den věnovaly knížkám nejen studijně, ale i pro zábavu a na druhém stupni alespoň jednou týdně. |                                                               |
| Polsko             | Malá kniha – velký člověk               | 2016             |                | V rámci programu jsou rodičům nově narozených dětí v nemocnicích rozdávány knižky pro děti. Finanční prostředky na zajištění a distribuci knih hradí polské Ministerstvo umění a národního dědictví. V roce 2019 tak bylo na celou akci uvolněno 19 milionu zlotých což je v přepočtu 124 milionu korun.                      |                                                               |
|                    |                                         |                  |                | |                                                               |